# The Hidden Cameras
The Hidden Cameras es un grupo de indie pop procedente de Toronto (Canadá) y liderado por el cantante, guitarrista y compositor Joel Gibb, único miembro permanente del proyecto.
El grupo se completa con varios músicos que tocan una gran variedad de instrumentos, incluyendo una sección de cuerda, que caracteriza la música de la banda. Su sonido ha sido definido por el propio Gibb como Gay church folk music (Folk de iglesia gay) y se ha comparado a menudo con el de grupos como Belle and Sebastian o The Magnetic Fields.
Junto a esta última banda y otros artistas como Rufus Wainwright o Antony and the Johnsons, forman parte de una nueva generación de músicos surgida en el pop alternativo que tratan abiertamente la temática homosexual en sus canciones. 
Las letras de Gibb se caracterizan por su aproximación irónica al amor y al sexo, siendo calificadas en ocasiones como pornográficas por hacer referencias explícitas a temas como los juguetes sexuales o la lluvia dorada. A pesar de este marcado carácter sexual, las canciones del grupo no son duras o sórdidas, sino que están planteadas desde un sentido del humor provocador y sin prejuicios.
En sus directos cuentan con go-gos masculinos y proyecciones de vídeo, lo que junto con la interacción con el público, hacen que sus conciertos vayan más allá de lo musical y se aproximen a los happenings.

## Biografía
El primer miniálbum del grupo, Ecce Homo, se editó en 2001 en la compañía discográfica independiente canadiense EvilEvil, tras lo cual Gibb reclutó un grupo para comenzar a tocar en directo. Sus primeros conciertos los dieron en escenarios tan variados como iglesias, parques, galerías de arte o cabarets porno. Desde entonces, han colaborado con The Hidden Cameras diferentes músicos de la escena alternativa canadiense, entre ellos Owen Pallet, el líder de Final Fantasy. 
Su primer álbum, titulado The Smell of Our Own se publicó en 2003 en la discográfica independiente Rough Trade, y con él se convirtieron en la primera banda canadiense en fichar con el mítico sello británico. Este álbum les sirvió para obtener repercusión fuera de Canadá y convertirse en una de las mayores promesas del indie pop internacional. El sencillo extraído, Ban Marriage (Prohibid el matrimonio) dio una buena muestra de la filosofía y sentido del humor del grupo.
Dos años más tarde se editó Mississauga Goddam, un disco que contaba con arreglos más barrocos que el anterior, y en el que destacan el sencillo I Belive in the Good of Life, y canciones como Music is My Boyfriend o Fear Is On.
En 2006 se publicó su siguiente álbum bajo el título Awoo, que seguía las mismas pautas musicales que el anterior y según el propio Gibb, inspirado en los ciclos lunares y en los ritos paganos de sexo y muerte.

## Discografía

### Álbumes
- Ecce Homo, 2001
- The Smell of Our Own, 2003
- The Hidden Cameras Play the CBC Sessions, 2003
- Mississauga Goddam, 2004
- The Arms of His 'Ill', 2004
- Awoo, 2006
- Origin:Orphan , 2009
- Age, 2014
- Home on Native Land, 2016

### Sencillos
- "Ban Marriage" (2003)
- "A Miracle" (2003)
- "I Believe in the Good of Life" (2004)
- "Learning the Lie" (double single release)(2005)
- "Death of a Tune" (2006)
- "Awoo" (2006)
- "In the Na" (2009)

### Bandas sonoras
- Tormenta de verano, Marco Kreuzpaintner, 2004
- Shortbus, John Cameron Mitchell, 2006
- Whole New Thing, Amnon Buchbinder, 2006